# Заря (Чайковский)
Заря́ (Зари́нский район) — район города Чайковского Пермского края. Расположен на юго-востоке города. Ранее на месте района находился поселок Заря, датой образования которого считается 30 сентября 1925 года. Район включает в себя 4 микрорайона: Заря-1, Заря-2, Полянка и Лесопилка, в которых насчитывается 28 улиц и 1 переулок, 50 многоэтажных и более 1100 частных домов.
На данный момент население Зари составляет 15 тысяч человек.
| Дети до 18 лет | Пенсионеры | Участники ВОВ |
| -------------- | ---------- | ------------- |
| 21%            | 18%        | 0,3%          |

## История
В 1922 году 12 хозяйств верхнего конца села Сайгатки переселились на речку Суколда, это место к 1925 году оформилось в населённый пункт Заря. В 1926 году выселок Заря населяли 59 жителей. К 1932-му году образовался одноимённый колхоз. В колхозе разводили свиней и овец, держали коров и нетелей, выращивали зерновые: ячмень, пшеницу, овес, гречиху. На 16 дворов приходилось 70-80 работников.
Через год со дня основания колхоза Коровин Николай Иванович принял все хозяйство и был председателем до 1939 года
В годы Великой Отечественной войны и до неё колхоз был в числе крепких передовых хозяйств района. Колхозники активно участвовали в сборе теплых вещей для бойцов Отечественной войны, отправке посылок с подарками, сборе денежных средства в фонд обороны страны. Приняли и разместили эвакуированных из прифронтовых областей, помогали им продовольствием и устройством на работу. Ушли на войну из деревни Заря 18 мужчин.
В 1946 году развертывается лесоучасток Узбекского Леспромхоза, появляются пять бараков для приезжих. К началу строительства Воткинской ГЭС в 1955 году на Заре проживает более 600 человек. В 1957—1958 годы из зоны затопления в связи с строительством Воткинской ГЭС переезжают жители деревень Вани, Колесово, Шаберды, и появляются улицы: Трактовая, Школьная и Заринская. Из деревни Вани перевозят начальную школу.
К 1959 году появляются медпункт, почта, библиотека, клуб и танцевальная площадка. Появляется Заря-2.
В 1962 году строится Комбинат шёлковых тканей. В 1963 году посёлок Заря входит в черту города Чайковский как пригород.
В 1964 году появляется училище № 56(сейчас — ЧТПТиУ), восьмилетняя школа № 8 и первая детская площадка «Орленок». В 1971 году открывается Дом инвалидов и престарелых. Из села Фоки переезжает районная Станция по борьбе с болезнями животных.
В 1982 году вводится в действие завод Точмаш. Открывается детский сад № 32 «Зоренька» и подростковый клуб «Поиск».
В 1984 году появляется техникум Точного приборостроения (сейчас — ЧПГК) и детская библиотека № 7. Открывается детский сад № 34 «Лукоморье». В 1987 году открывается детский сад № 37 «Родничок» и средняя школа № 8. При школе создается этнографический музей. В 1988 году проводится первый набор в детскую музыкальную школу № 2. Открывается детский сад № 39 «Золушка».
В 1990 году открывается подростковый клуб «Лидер», создается хор ветеранов «Зоренька».
В 1997 году ликвидируется завод Точмаш.
В 1999 году на Заре размещается Чайковский технологический институт (ЧТИ ИжГТУ)
В 2000 году устанавливается памятник Уральским танкистам. Через год появляется площадь «Уральских танкистов», создается Совет общественности микрорайона. В 2002 году открывается конноспортивный клуб «Вальяж». К 2004 году открывается выставочный зал Центра развития культуры, новая поликлиника и краевой тубдиспансер.

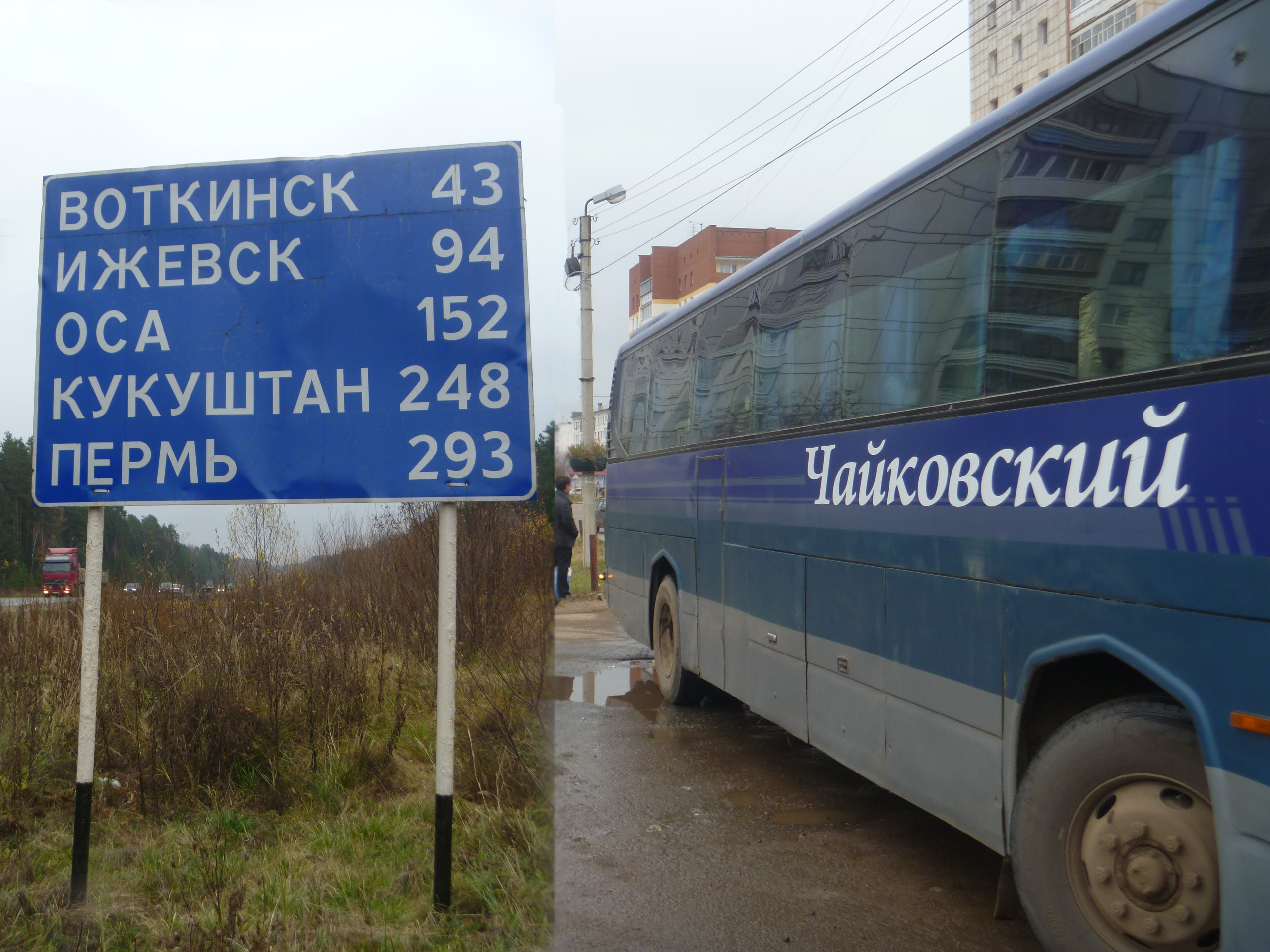

В 2006 году создается творческое объединение «Заря гармонии». Обустраиваются родники на улицах Речная и Суколда.
В 2008 году открывается мемориальная доска памяти бойцам уральского добровольческого танкового корпуса, строителям Воткинской ГЭС на площади Уральских танкистов. Открывается стела с эмблемой микрорайона «Заринский». При СДЦ «Лидер» открывается спортивная футбольно-баскетбольная площадка, а также открывается детская площадка «Заринчик» по проекту «Газпром-детям». ПУ-56 объединяется с ЧТПТиУ.В 2009году открывается торговый дом «Заря».
Подростковый клуб «Поиск» объединяется СДЦ «Лидер». Через год в ТД «Заря» открывается спортивный клуб «Кекусинкай-каратэ».

## Происхождение названия и символа Зари

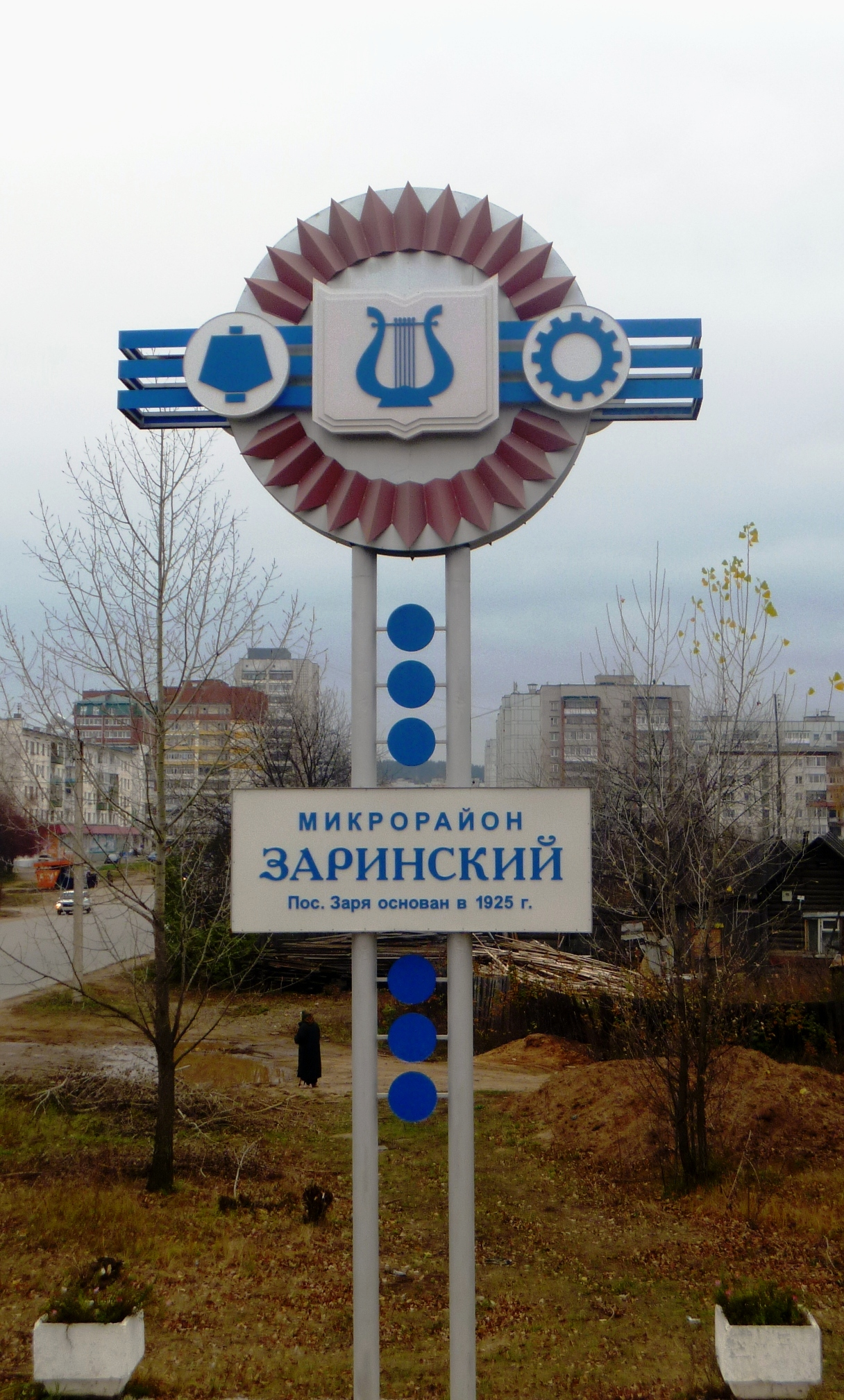
Стела на Заре г. Чайковский

Вот что рассказал Оглезнев Леонтий Абакумович, один из переселившихся на Зарю из Сайгатки:

Переселившиеся были маломощными середняками хозяйствами. Когда переселились, встал вопрос: как назвать поселок? Один из старичков Коровин Иван Филиппович сказал:
— Ребятки, мы пододвинулись ближе к утренней заре (на восток), давайте назовем наш поселок Заря.

Авторство символа Зари принадлежит Александру Дробинину. Сама стела представляет собой металлическое сооружение оригинальной конструкции. «Солнце» венчает две длинных, словно мачты, жерди. Лучи вокруг него символизиру восход и закат, то есть вечернюю и утреннюю зарю. На фоне солнца, а также изображённых здесь же «камских волн» представлены символы крупнейших предприятий этого микрорайона — «шпулька» и «шестеренка». В центре «солнца» — развернутая книга, говорящая о том, что в микрорайоне Заря много учебных заведений, в которых обучается около половины Чайковских студентов. Украшает развернутую книгу божественная Лира, символизирующая союз музыки, литературы и искусства. По сведениям строительной компании, занимавшейся установкой знака-эмблемы, высота стелы составляет 9 метров, ширина — 4,5 м, общий вес конструкции — 750 кг, фундамента — 3 тонны. Эмблему-знак микрорайона установили на пересечении шоссе Космонавтов и улицы Декабристов.

## Социальная сфера

### ВУЗы

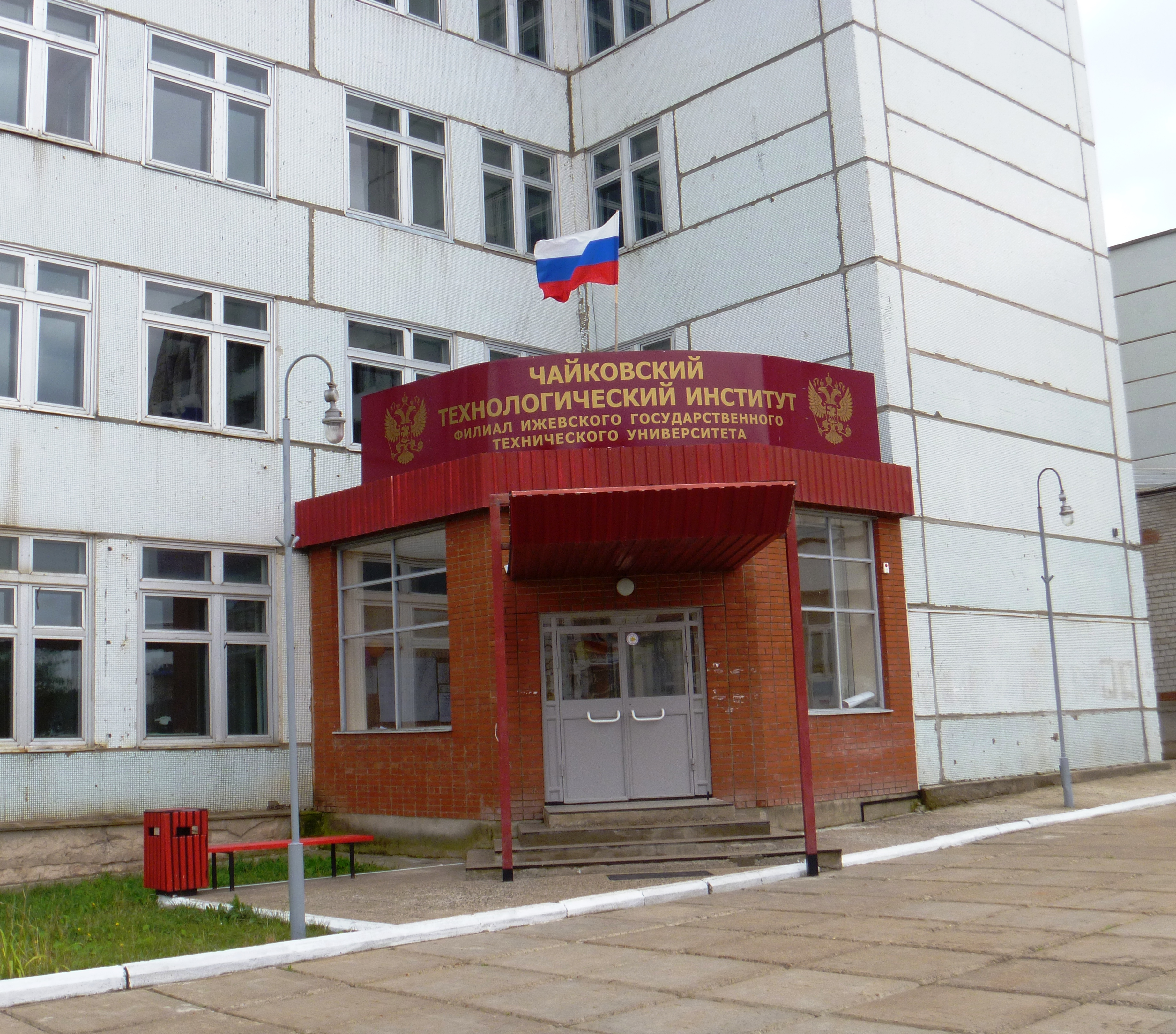
ЧТИ ИжГТУ

- Чайковский технологический институт Ижевский государственный технический университет (ЧТИ ИжГТУ) — крупное многопрофильное государственное высшее учебное заведение. В его составе пять кафедр. Сформированы отделы информационных технологий, подготовительное отделение, библиотека, научно-исследовательский и редакционно-издательский отделы. Образовательный процесс ведется по направлениям: строительство, экономика, управление, эксплуатация транспорта, информационные технологии[2]

### Средне-специальные учреждения
- Чайковский промышленно-гуманитарный колледж. В ЧПГК трудятся 416 сотрудников, из них 213 преподавателей. Шесть преподавателей имеют звание «Заслуженный учитель РФ», двое — ученую степень. Материально-техническая база колледжа — это комплекс из 4 зданий: учебный корпус, учебно-производственные мастерские, вспомогательный корпус, пятиэтажное общежитие «Импульс» гостиничного типа. Оборудовано 30 кабинетов и 8 лабораторий. Имеются спортивный и тренажёрный залы, стадион, спортивно-оздоровительный центр, актовый зал на 220 мест, столовая на 168 посадочных мест, буфет, библиотека. В 1995 г. создана автошкола, работает автостоянка и лаборатория технического обслуживания автомобилей. Более 20 лет функционирует центр информационных технологий, который оснащен современными компьютерами, копировальной техникой, сканером и ризографами.[3]
- Чайковский техникум промышленных технологий и управления (ЧТПТиУ) — бывшее ПУ-56. ". Это огромный комплекс, состоящий из двух корпусов: учебного и бытового. В учебном свой станочный парк, швейная мастерская, бар, парикмахерский зал. В бытовом корпусе — спортивно-тренажёрные залы, помещения для занятий ритмикой, гимнастикой, сауна, чайная, кухня и комнаты общежития. Выпускает специалистов по направлениям подготовки: парикмахер, продавец, повар, кондитер, модельер.

### Общеобразовательные школы
- Средняя общеобразовательная школа № 8
- Основная общеобразовательная школа № 13

### Музыкальные школы
- Чайковская детская музыкальная школа № 2. Обучение детей игре на фортепиано, синтезаторе, баяне, аккордеоне, домре, балалайке и духовых инструментах.[4]

### Дошкольное образование

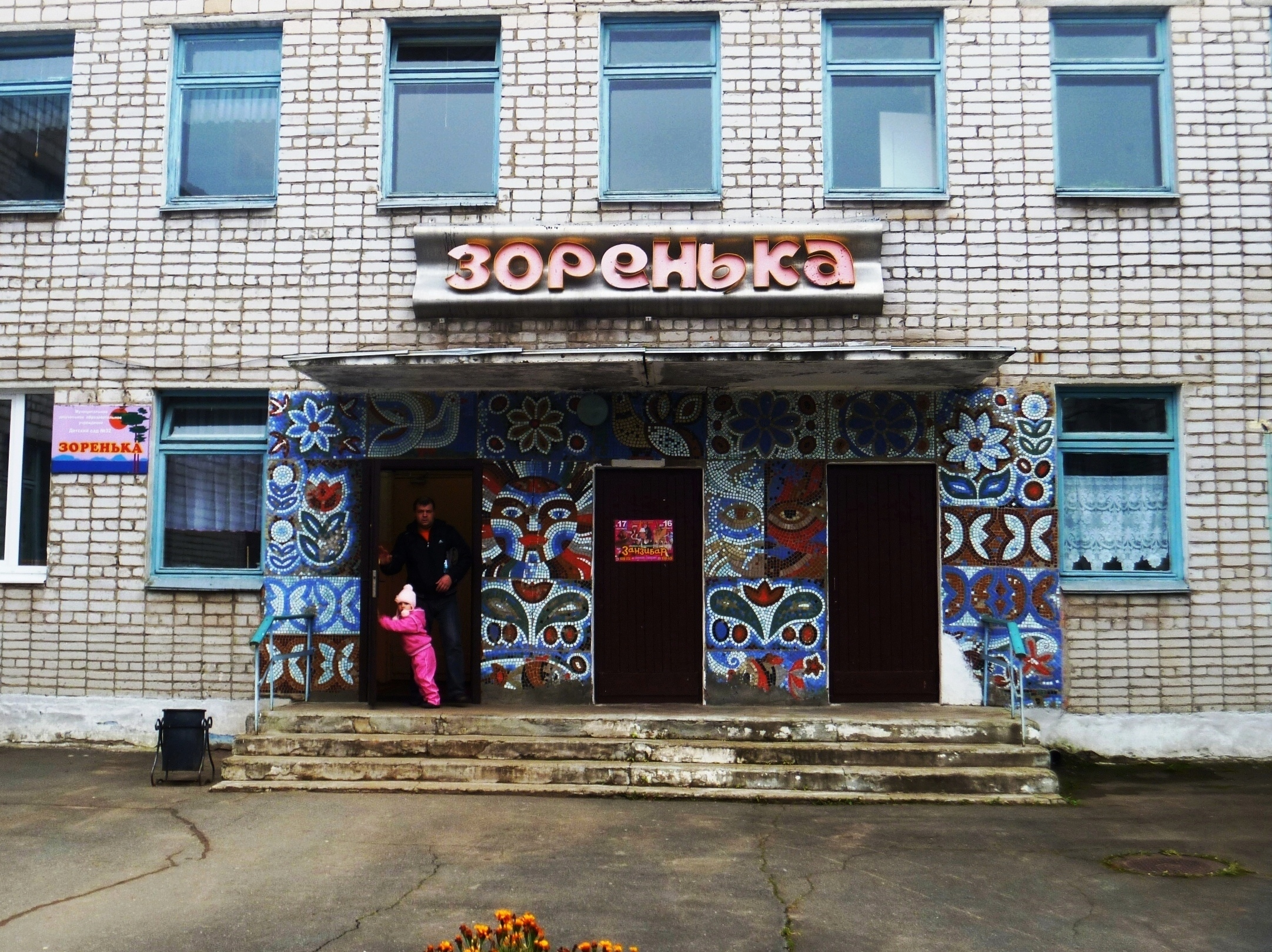
Д/c «Зоренька»

На Заре расположены 4 детских сада:
- № 32 — «Зоренька» (открыт в 1982 году)
- № 34 — «Лукоморье»(1984 год)
- № 37 — «Родничок» (1987 год)
- № 39 — «Золушка» (1988 год)

### Спорт
- ДЮСШ Лыжная база. Расположена по адресу Декабристов 21[5]
- Кёкусинкай каратэ. Расположен в ТД «Заря»
- На Заре-2 расположен конноспортивный клуб «Вальяж»
- Роллер-парк

На Заре проживает бывший российский биатлонист, бронзовый призёр чемпионата мира 2004 года, чемпион Европы и серебряный призёр чемпионата Европы, 4-кратный чемпион России, победитель Кубка России, мастер спорта международного класса Сергей Александрович Коновалов

### Государственные службы
- Участковый пункт полиции
- Пожарно-спасательный пост № 47 (ул. Заринская, 29а)
- Отделение Почты России (ул. Декабристов 5)
- Отделение Сбербанка России (ул. Декабристов 3)
- Чайковский лесхоз и Чайковское лесничество (ул. Зелёная 1)

### Здравоохранение
В Заринском районе функцинируют взрослая (филиал № 1) и детская (филиал № 1) поликлиники, филиал городской стоматологической поликлиники, а также 2 аптеки. Действует тубдиспансер. С 1964 года открыт Дом инвалидов и престарелых.
Также имеется приют для животных «Верность» и Станция по борьбе с болезнями животных.

### Культура
Решением Совета общественности микрорайона «Заринский» от 15 октября 2004 года объявлено: Считать днём рождения Зари — 30 сентября.

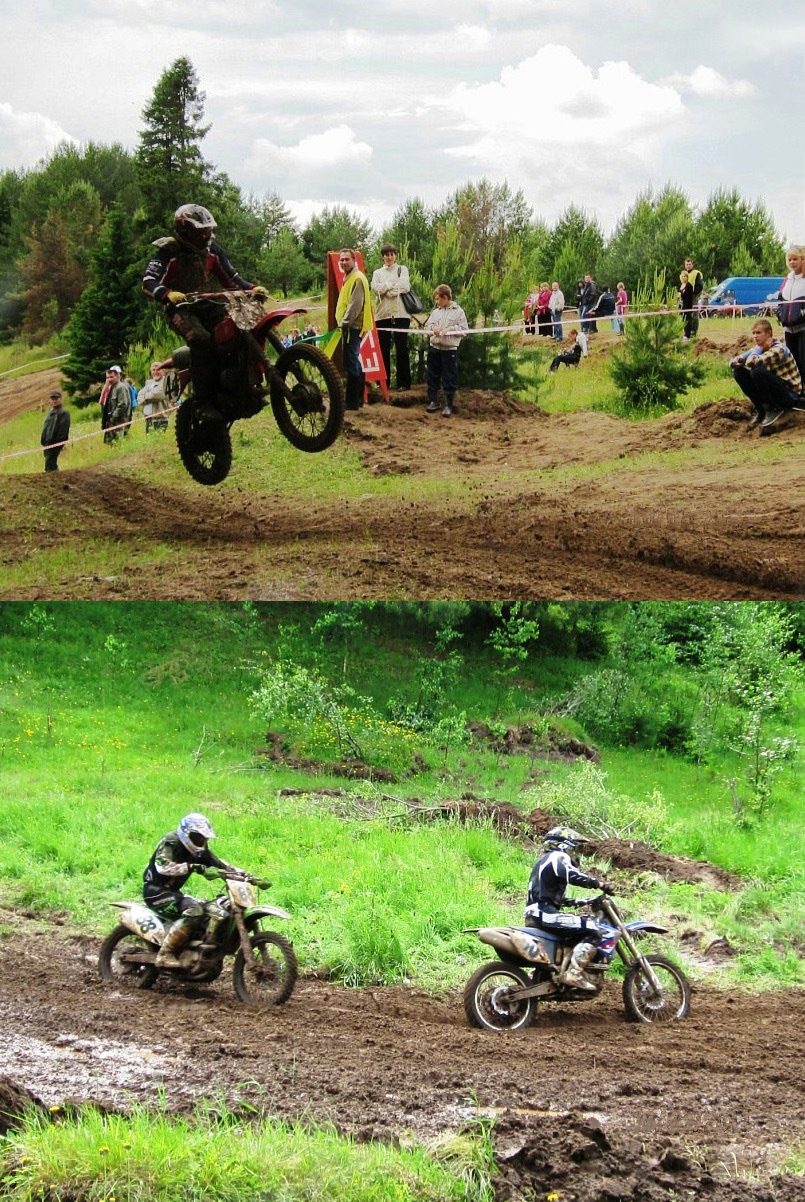
Мотокросс на Заре

В этот день Русская православная церковь отмечает память святых великомучениц Веры, Надежды, Любови и матери их Софии.
В 2005 году в честь 80-летия Зари Чайковский художник В.Злобин написал для микрорайона икону святых великомучениц.
30 сентября 2005 г. Состоялся крестный ход жителей по улицам Зари до главного родника на Суколде.
В микрорайоне действуют взрослая (филиал № 1) и детская (филиал № 7) библиотеки. При детской библиотеке создан краеведческий кружок, которым руководит заведующая библиотекой И. Ю. Федорова.
В преддверии 80-летия Зари в 2005 году совет микрорайона учредил свою книгу почёта.
Успешно действует Центр традиционной культуры.
В 2007 году микрорайон "Заринский становится победителем первого смотра-конкурса советов микрорайона в номинации «Центр социального партнерства». На постаменте памятника Уральским танкистам открывается мемориальная доска с именами 9 заринцев, погибших в годы Великой Отечественной войны. Высаживается липовая аллея по улице Декабристов. Издается сборник произведений Чайковских авторов из Дома инвалидов «За все тебя благодарю».
В 2008 году закладывается традиция празднования «Дня жаворонка на Заре» (22 марта). Открывается Центр литературного творчества на базе детской библиотеки-филиала № 7. В это же время издается набор фото-открыток «Осеннее Зари очарование». Через год издается сборник стихов Чайковских поэтов «Наша Заря».

## Транспорт

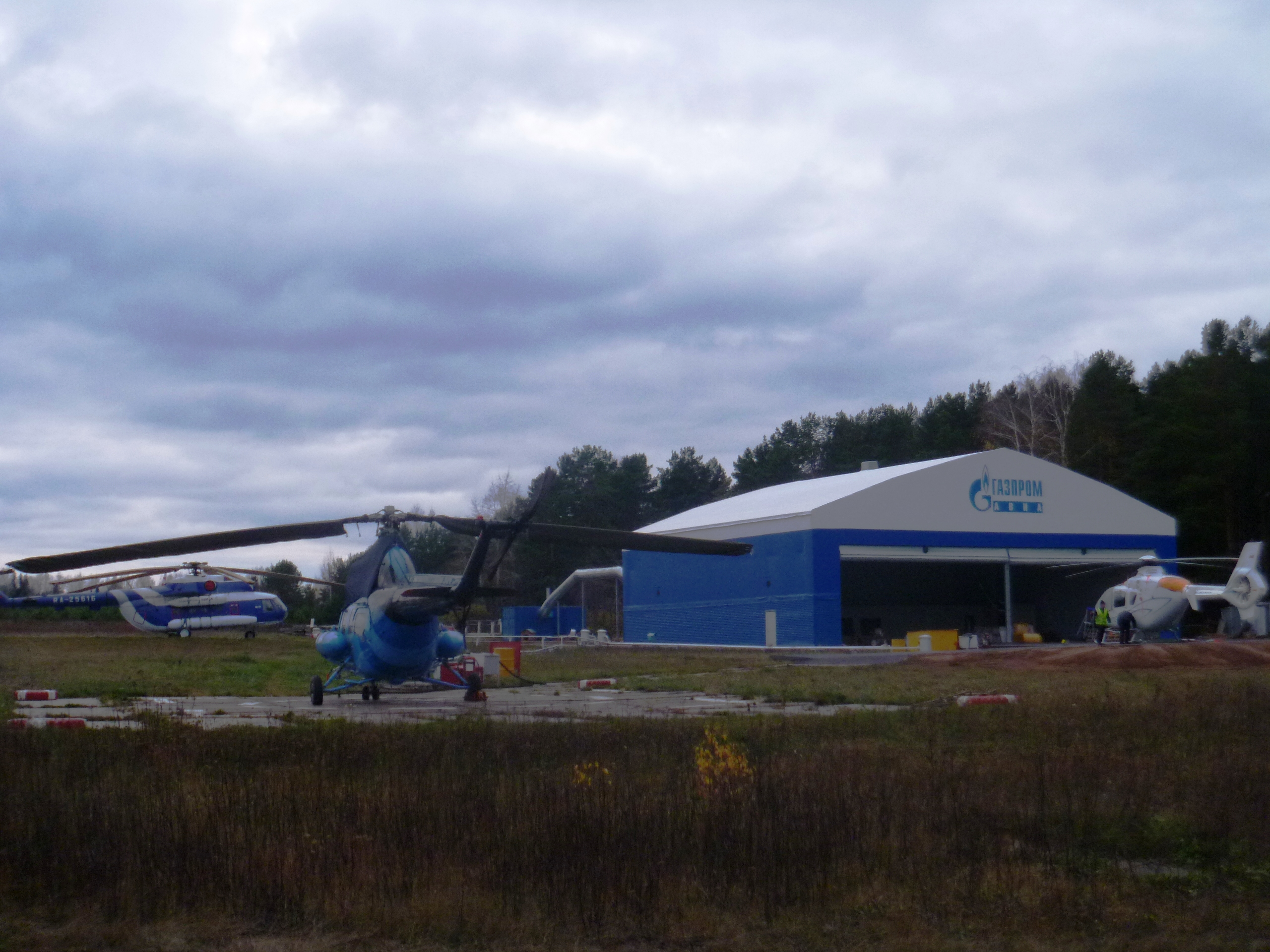
Вертолетный аэродром

По территории района проходят 7 автобусных маршрутов: № 3Л, № 7, № 12Л, № 15, № 16В, № 16Л, «Марковский». Большую часть городского автопарка составляют автобусы модели ПАЗ-32054.
На территории Заринского района располагаются автокооперативы № 15, № 16, № 18
Лодочная станция «Восход»
Вертолетный аэродром компании «Газпром Трансгаз Чайковский»

## Экономика
- «Чайковский текстиль» Завод метизов

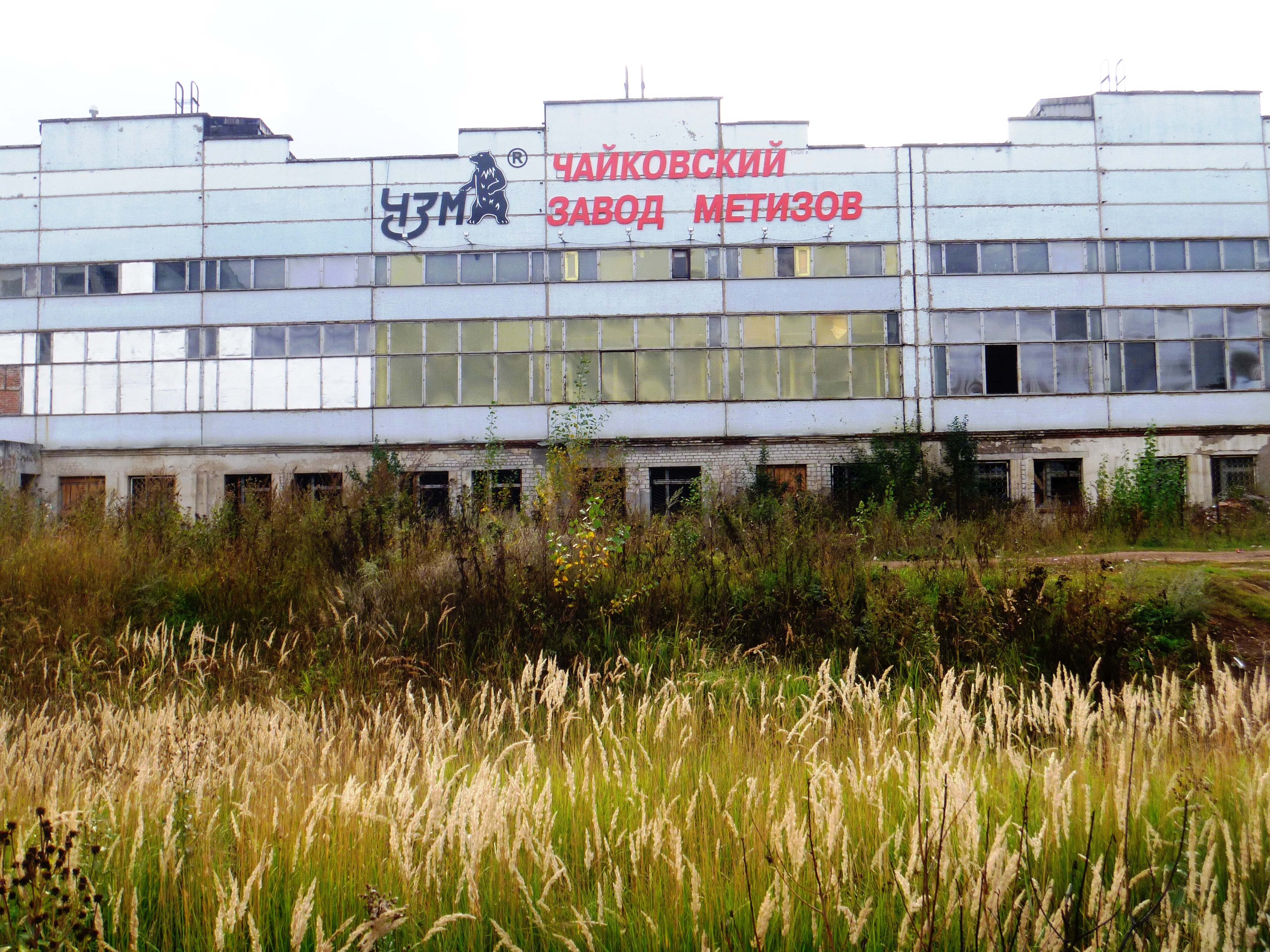
Завод метизов

- Дорожное Ремонтно-строительное Управление
- ООО «Точмаш-Прогресс»
- ООО «Чайковский Завод Метизов»
- ООО «Эластомер»
- ООО «Уникон»
- ООО «Межрегиональный Центр Комплектации»
- ООО «Техсервис»
- Чайковский производитель пластиковых конструкций «Панорама»
- Производство детской верхней одежды под брендом NIKOSHA - ООО Компания "Ника" (www.k-nika.ru)
- ООО «Строй Текс»
- ООО «Текстиль-Транстехсервис»
- около 30 предприятий, расположенных в промзоне бывшего завода «ТОЧМАШ»

## Достопримечательности

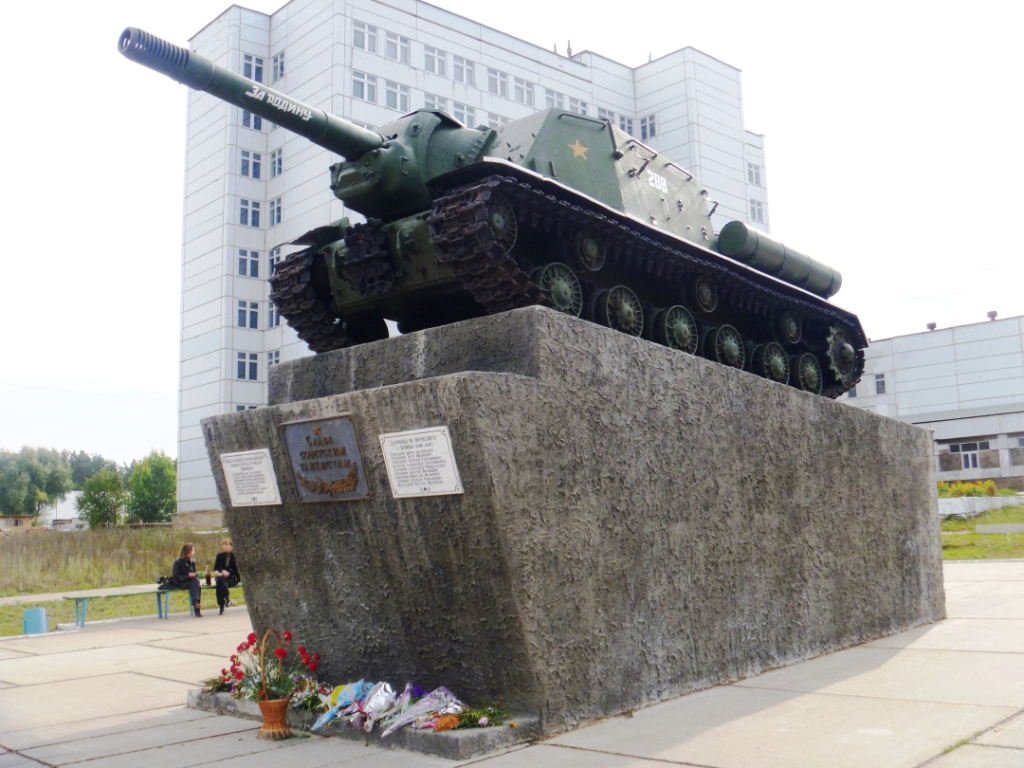
ИСУ-152 на площади Уральских танкистов

В марте 2000 года совет ветеранов Зари выступил с предложением установки памятника участникам Великой Отечественной войны к 55-летию Победы. Из Приволжского военного округа прислали боевую самоходную артиллерийскую установку ИС, машину ИСУ-152 1943 года выпуска. В мае 2000 года состоялась торжественное открытие памятника, а также площади было присвоено название «Площадь Уральских танкистов».

## Почётные заринцы
- В 1941 году ушёл добровольцем на фронт со своим старшим сыном Александром первый председатель колхоза «Заря» Н. И. Коровин. Он погиб на фронте в 1942 году.

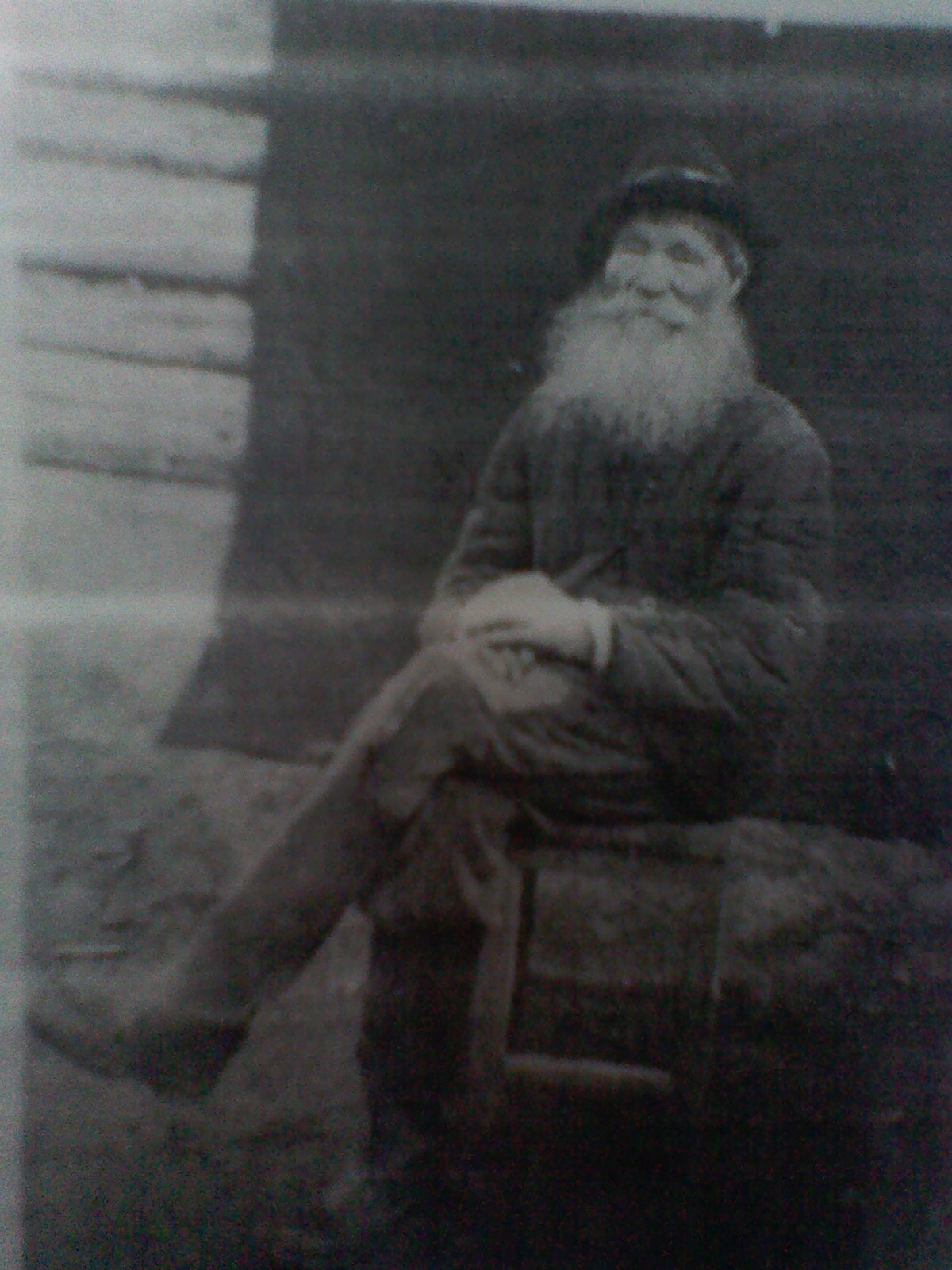
Степан Григорьевич Горбунов, пожертвовал 50 тыс. рублей в фонд обороны Красной Армии

- Формирование в 1943 году Уральского добровольческого танкового корпуса вызвало новый патриотический подъём уральцев. Многие жертвовали крупные суммы на формирование корпуса. Среди таких патриотов был Степан Григорьевич Горубнов (Вересов) — крестьянин-единоличник из деревни Заря. Главным его занятием было разведение пчел. Дважды раскулачивали его крепкое хозяйство. Его сын Сергей одним из первых ушёл на войну с Зари. А в 1943 году, желая поддержать создание танкового корпуса, Степан Горбунов продал свою пасеку и вырученные 50 тысяч рублей перечислил в фонд обороны. Умер С. Г. Горбунов в возрасте 98 лет в 1970 году
- Имена бывшего директора ЧПГК Н. С. Игнатьева и директора ЧТПТиУ Н. В. Тюкаловой занесены в Энциклопедию лучших людей России за 2003 год.
- Сергей Дерюшев — поэт, лауреат Всероссийского конкурса, проведённого газетой «Литературная Россия» в 2004 году
- Сергей Коновалов — бронзовый призёр чемпионата мира 2004 года по биатлону, мастер спорта международного класса
- Глеб Ретивых — воспитанник заринской ДЮСШ Лыжная база, выпускник школы № 8, мастер спорта по лыжным гонкам. В 2009 году на Олимпийском фестивале в Польше взял «золото» в спринте. В 2010 году на чемпионате мира среди юниоров в командной эстафете стал вторым. Член сборной России по лыжным гонкам.[6]
- Александр Печёнкин — воспитанник заринской ДЮСШ Лыжная база, выпускник школы № 8, мастер спорта по биатлону. Неоднократный победитель и призёр соревнований российского уровня, двукратный победитель мирового первенства-2010[7]